# Buccinum angulosum
Buccinum angulosum is een soort in de klasse van de Gastropoda (Slakken).
Het dier komt uit het geslacht Buccinum en behoort tot de familie Buccinidae. Buccinum angulosum werd in 1839 beschreven door John Edward Gray.